# Вечные (Marvel Comics)
Вечные (англ. Eternals) — раса суперлюдей, появившаяся в комиксах издательства Marvel Comics. Они описываются как ответвление эволюционного процесса, создавшего разумную жизнь на Земле. Первоначальные зачинщики этого процесса Целестиалы намеревались, чтобы Вечные были защитниками Земли, что приводит к неизбежности войны против их коллег разрушителей, Девиантов. Вечные были созданы Джеком Кёрби и впервые появились в The Eternals № 1 (июль 1976).
Вечные дебютировали в Кинематографической вселенной Marvel с собственным полнометражным фильмом «Вечные», который сняла Хлоя Чжао.

## История публикации
В 1970 году Джек Кёрби покинул Marvel Comics для работы в DC Comics, где он начал сагу о новых богах, эпической истории с концепциями мифологии и научной фантастики и планировал её закончить. Однако сага была оставлена неполной после отмены титулов. Кёрби начал работать над «Вечными», когда вернулся в Marvel. Сага Вечных была тематически похожа на «Новые боги», и сериал также был отменен, не разрешив многие из его сюжетов. Писатели Рой Томас и Марк Грюнвальд использовали «Вечных» в сюжетной линии Thor, которая достигла кульминации в Thor #301, разрешая эти затяжные сюжетные линии. После сюжета Thor, Вечные и связанная с ними мифология появились или упоминались в многочисленных комиксах Marvel. В частности, эксперимент «Целестиалов» по человечеству был использован для объяснения того, как определённые люди могут развивать сверхспособности. Титаны (созданные Джимом Старлином) и Уранцы (созданные Стэном Ли) позже были связаны с Вечными.
В 1985 году Вечные вернулись в мини-серии с 12 выпусками писателя Питера Б. Гиллисома и Сала Буссемы (карандаш). По словам историка комикса Питера Сандерсона, «главный редактор Джим Шутер не любил сценарии Джиллиса, поэтому Уолтер Симонсон написал последние четыре выпуска».
Нил Гейман вместе с художником Джоном Ромита младшим создал мини-серию 2006 года, которая помогла обновить роль Вечных в современной Вселенной Marvel. Первоначально серия должна была состоять из шести выпусков, но в итоге был добавлен седьмой выпуск, потому что, по словам редактора Ника Лоу, «было слишком много истории, чтобы вписаться в структуру, которую мы установили для себя. Нил начал пятый выпуск и сказал мне, что ему может понадобиться седьмой выпуск. У него просто слишком много истории, чтобы соответствовать шестью выпускам (даже с первым и шестым двойным размером)».
Первая продолжающаяся серия с момента запуска Кирби была анонсирована в Comic Con в Сан-Диего в 2007 году. Это написано Чарльзом и Даниэлем Кнауфом с художником Даниэлем Акуньей, и первый выпуск был в обложке с августа 2008 года. В конце 2008 года Marvel также опубликовал ежегодник Eternals писателя Фреда Ван Лента и художника Паскаля Аликса, в котором Вечные вступают в конфликт с Молодыми Богами. 27 февраля 2009 года главный редактор Marvel Джо Кесада подтвердил, что продолжающаяся серия была отменена.

## История
Когда Целестиалы посетили Землю пять миллионов лет назад и провели генетические эксперименты на раннем прото-человечестве, они создали две расходящиеся расы: долгоживущих Вечных и генетически неустойчивых и чудовищных гротескных Девиантов. Эти эксперименты также привели к появлению способностей к сверхмощным мутациям у людей. Они также выполнили этот эксперимент на других планетах (таких как родные миры Крии и Скруллов) с аналогичными результатами.
Несмотря на то, что они выглядят как люди, Вечные гораздо более долгоживущие (однако первоначально не были полностью бессмертными) и это не давало им большого контакта с их создателями. У Вечных низкая рождаемость; Они могут скрещиваться с людьми, но в результате всегда получается нормальный человек (хотя Джои Афина, сын Тены и нормальный человек, он стал Вечным с долгоживущими свойствами и силами). Несмотря на это, Вечные в целом защищали человечество, особенно от Девиантов, с которыми у них всегда была вражда. Вечные также разработали передовые технологии.
Давным-давно, между Вечными вспыхнула гражданская война, с Кроносом во главе одной фракции, и его воинственным братом Ураносом с другой. Сторона Кроноса победила и Уранос и его побежденная фракция покинула Землю и отправилась на Уран, где они построили колонию. Некоторые из групп Ураноса вскоре попытались вернуться на Землю, чтобы повторно разжечь войну, но на них напал пролетавший мимо корабль Крии и были вынуждены приземлиться на луну Сатурна Титан. Там они построили ещё одну колонию. (Эксперименты, проведённые учёными Крии по захваченным Вечным, заставили их отправиться на Землю и провести свои собственные генетические эксперименты над группой людей, создав таким образом Нелюдей.)
Однажды эксперименты Кроноса с космической энергией вызвали катастрофическое высвобождение энергии во всем городе Вечных (Титан), уничтожили его, активировали скрытые гены в Вечных и начали разлагать тело учёного. Теперь Вечные обнаружили, что они могут направлять большие количества космической энергии, предоставляя им богоподобную силу. Авария оставила Кроноса в нематериальном состоянии, поэтому нужно было выбрать нового лидера. Впервые Вечные слились в одно существо, Уни-Минда, чтобы решить, кто из сыновей Кроноса, Зурас или А’ларс должен стать новым лидером. Лидером был выбран Зурас и А’ларс решил покинуть Землю, чтобы избежать другой гражданской войны, и отправился на Титан.
Там он обнаружил, что война (предположительно вызванная Драконом Луны) разразилась на Титане и уничтожила всех, кроме одного члена, женщину по имени Суи-Сан. А’ларс влюбился в неё и со временем они заселили Титан. Из-за сочетания активированных генов А’ларса и неактивированных у Суи-Сан, эти новые Титанические Вечные не так сильны или бессмертны, как Вечных Террана, но более мощные и более долгоживущие, чем предыдущие до Гражданской войны Вечные (Титан).
В то время как Зурас правил, были построены три новых города Вечных. Первым городом стал Олимпия, расположенный в горах Греции, рядом с главным порталом между измерением Земли и домашним измерением Олимпийцев, в результате которого многие древние греки путали некоторых из богоподобных Вечных с членами пантеона Олимпийцев. В конце концов, было достигнуто соглашение с богами, в которых некоторые Вечные, такие как Тео, олицетворяли бы Олимпийцев перед их поклонниками. Остальными двумя городами Вечных стали Полярия (расположенная в Сибири) и Океана (в Тихом океане).
18 000 лет назад Целестиалы вернулись на Землю. Девианты напали на них, но Целестиалы контратаковали, что привело к гибели Пацифиды и Атлантиды, а также к всемирному хаосу. Вечные помогли спасти многих людей. Вечный по имени Валкин был доверен Целестиалами с артефактом великой державы для сохранения.
В какой-то момент в начале столетий Икарис и Вечные вступили в конфликт с бессмертным Мутантом Апокалипсисом. Этот конфликт закончился, когда Икарис и Вечные победили его. Икарис считал, что Апокалипсис мертв.
1000 лет назад Бог Асгарда Тор встретил некоторых Вечных, но встреча была стерта из его разума, чтобы он не узнал о Целестиалах, которые собирались вернуться на Землю. Вечный по имени Аджак стал представителем Целестиалов и усыпил себя, когда Целестиалы остались, чтобы ждать их возвращения спустя 1000 лет, чтобы судить человечество.
В начале 20-го века ученый вступил в контакт с Вечными (Уран) и был вынужден жить вместе с ним вместе со своим маленьким сыном, который позже станет Марвел Боем. Уранцы были в конечном итоге убиты Смертоносцем. После Второй мировой войны некоторые Вечные объединились с людьми и Девиантами, чтобы сформировать Дамокловский фонд, который пытался создать новую породу сверхчеловека, чтобы править Землей. Некоторые Вечные, такие как Маккари, также были активны в качестве супергероев или живут среди людей, сохраняя свою истинную природу скрытой. Вечные также помогли переместить город Нелюдей в Гималаи, чтобы скрыть его.
В какой-то момент Танос из Вечных Титана чуть не уничтожил свою колонию, но они восстановили её и помогли героям Земли несколько раз выступать против него.
Когда Целестиалы возвратились, чтобы судить о достоинстве своих творений несколько лет назад, Вечные снова столкнулись с Девиантами и решили публично раскрыть свое существование для человечества. Зурас опасался, что произойдет, если Целестиалы посчитают их неблагополучными. Они снова столкнулись с Тором и подверглись нападению со стороны отца Тора Одина и Олимпийских Богов, которые пытались помешать им вмешаться в планы богов атаковать Целестиалов. В конце концов, Вечные решили помочь Богам и сформировали Уни-Минда, чтобы помочь нападению Разрушителя на Целестиалов.
Они были вынуждены раствориться в Вечных Целестиалов, и шок от нападения убил Зураса. Прежде чем его дух полностью покинул материальное тело, он поручил своей дочери Тене взять своих людей, чтобы исследовать пространство. Большинство из Вечных делали это в форме Уни-Минда, но горстка — те, кто наиболее активно участвует в земных делах — оставались на Земле. С тех пор Вечные помогли героям Земли, особенно Мстителям, против нескольких угроз. Они также обнаружили существование Вечных Титана.

### Вечные. Том 3
Недавно, Вечные начали вновь появляться на Земле в новом виде от Нила Геймана на бессмертными существами. Большинство, похоже не помнят своей истории и способностей, кроме Икарисов, и никаких записей о их предыдущих выступлениях не осталось. По-видимому, Вечный, известный как Спрайт, злившийся на то, что остался одиннадцатилетним ребёнком и не может больше развиваться, сумел вызвать коллективную амнезию у Вечных, а также исказить их восприятие истории. Это можно рассматривать как попытку Геймана отредактировать персонажей; Ранние истории, а также официально опубликованные статистические данные отображали большую часть нынешнего поколения Вечных — таких как Икарус и Зена — которым несколько десятков тысяч лет, но версия Геймана приписывает им чуть ближе к миллиону лет.
Группе Девиантов удается похитить Маккария, используя его, чтобы разбудить Мечтающих Целестиалов. После пробуждения он решает судить человечество. Вечные, понимая, что они не могут остановить его. Затем Вечные приступают к поиску, чтобы пойти и нанять других членов, которые так же забыли свое истинное «я» из-за обмана Спрата.

## Силы и способности
Из-за космической энергии, которая наполняет тело Вечного и несгибаемое умственное удержание, которое они имеют над своими физиологическими процессами, Вечные Земли фактически бессмертны. Они живут на протяжении тысячелетий, не устают от физических нагрузок, невосприимчивы к болезням и яду и не подвержены воздействию экстремальных температур холода и тепла. Большинство из них не могут быть ранены обычным оружием, и даже если каким-то образом Вечный будет ранен, он может быстро восстановить любой урон, пока он в состоянии сохранить свое умственное удержание над своим телом; Однако эта умственная связь может быть нарушена. В серии 2006 года также было указано, что Вечные способны поглощать кислород непосредственно из воды и следовательно не могут утонуть. В той же серии Икарис погрузился в расплавленный металл и испытал сильную боль, но никакой физической травмы, которую Девианты не приписывали силовому полю, который защищает Икариса, даже когда он находится в бессознательном состоянии. Но неясно, обладают ли все Вечные этой степенью защиты.
В свое время официальный предел долговечности Вечных был таким, что их можно было уничтожить только навсегда, рассеивая молекулы их тел на широкой территории. Однако в последнее время эта степень крайней долговечности увеличилась в значительно большей степени; Как показано в ограниченной серии Eternals 2006 года, даже полного молекулярного рассеивания недостаточно для разрушения Вечного. Пока «Машина» (восстановительное устройство Целестианоского происхождения, возможно, сама Земля) продолжает работать, любой уничтоженный Вечный в конечном итоге вернётся, как это было в случае с Икарисом после того, как он полностью испарился ускорителем заряженных частиц как часть «экспериментов», совершенных над ним Девиантами.
Эта же космическая энергия может быть направлена на ряд сверхчеловеческих способностей. Все потенциальные способности Вечных:
- Сверхчеловеческая сила. Пределы их силы могут быть увеличены в результате многолетней фокусировки некоторой их энергии на эту цель.
- Проецирование ударных взрывов тепла и/или ослепляющих вспышек энергии из их глаз и рук
- Полёт и левитация
- Чтение/контроль сознания
- Создание иллюзий
- Телепортация на огромные расстояния, хотя большинство Вечных предпочитают не использовать эту способность, поскольку многие считают её неудобной (согласно серии 2006 года, она также сильно истощает их запасы космической энергии)
- Передача объектов, изменяющих их форму и состав. (Степень этой способности может варьироваться от одного Вечного к другому).
- Генерация силового поля, обеспечивающая неуязвимость к вреду.
- Кроме того, группы Вечных как минимум три раза могут инициировать превращение в Гештальт, называемый Уни-Миндом, чрезвычайно мощным псионическим существом, которое содержит совокупность сил и способностей всех существ, которые его составляют.

Некоторые Вечные предпочитают сосредотачиваться на определённых способностях, чтобы повысить их эффективность. Например, Серси развил силу трансмутации дальше любого другого Вечного. Кроме того, некоторые Вечные предпочитают фокусировать свои космические энергии на других, нестандартных способностях. Икарис, например, направляет космическую энергию, чтобы значительно улучшить свои чувства, в то время как Интерлопер использует его, чтобы порождать страх в других, а Маккари использует свои космические энергии для сверхскорости.

## Ограничения
Недавний реткат истоков и способностей Вечных вводит значительное ограничение их способностей и возможно к их свободной воле, с многочисленными ссылками на Вечных, которые «запрограммированы» или «проработаны». Они не могут атаковать своих «хозяев» Целестиалов по какой-либо причине, принимают ли они сознательное решение сделать это или обманывают случайное поражение существ. Любая такая попытка закрывает тело атакующего Вечного и подразумевается как автоматический механизм защиты брони Целестиалов. Однажды, когда Вечные пытались создать Уни-Минда с целью удержать Мечтающего Целестиала, они были немедленно закрыты и отформатированы обратно в свои первоначальные индивидуальные формы, прежде чем они могли даже сформировать неагрессивный план действий. По-видимому, Вечные также не покидают солнечную систему
Кроме того, Вечные вынуждены атаковать и нейтрализовать любое существо, которое пытается вовлечь любое враждебным намерением Целестиалам — это принуждение распространяется даже на Мечтающий Целестиалов, которых Вечные были вынуждены защищать, даже когда они опасались, что недавно пробужденный Целестиал уничтожит всю жизнь на планете.
По крайней мере, как представлено в 3 Томе Гаймана, Вечные знают о своей роли на Земле, а также о обязанностях и ограничениях, наложенных на них Целестиалами. Икарис довольно сардонически описывает себя как «Гуманоидная ремонтная и ремонтная установка, оставленная непознаваемыми чужими богами, чтобы убедиться, что земля все ещё здесь и в хорошей форме, когда они возвратятся». Зурас сформулировал ту же концепцию более философски : «Мы — Вечные. Мы — суд последней инстанции для человечества и для всех живых существ на Земле. […] Мы не выбираем стороны. Страны — это линии на песке, империи растут и падают. Мы все ещё будем здесь завтра и через сто веков».

## Поколения Вечных
- Первое поколение Вечных (родившиеся до падения Титаноса): Арлок, Астрон, Дайна, Кронос / Хронос / Хронус, Учитель Эло, Океан, Шастра, Тирио, Уран.
- Второе поколение Вечных (те, которые были живы во время эксперимента Хронуса): А’ларс, Амаа, Кибела, Забытый Один / Гильгамеш, Гелиос, Персе, Ракар, Тулайн, Валкин, Вирако, Зурас.
- Третье поколение Вечных (те, которые родились после эксперимента Хроноса, но до Второго Хозяина): Агинар, Аджак, Арекс, Атло, Домо, Икарис, Интерлопер, Мара, Фастос, Сигмар, Танос, Тена, Верон, Зарин.
- Четвертое поколение Вечных (те, которые родились после прихода Второго Хозяина, 20 000 лет назад): Аргос, Цейот, Чи Демон, братья Дельфан, Тэйн(незаконный), Друиг, Хорифос, Маккари, Псикос, Серси, Кингу Санен, Эль-Вампиро.
- Пятое поколение Вечных (те, которые родились после прихода Третьего Хозяина, 3000 лет назад): Аурели, Спрайт, Титанис.

## Прошлая жизнь
Книга Артура К. Кларка «Конец детства» с 1953 года дала большое вдохновение, в том числе идею «Оверлордов», которые контролируют судьбу Земли и откроются после 50-летнего периода ожидания, идея демонов — это память человечества о другом виде, а также Концепция «Overmind», которая, похоже, влияет на «Uni-mind» комикса.
Книга Эриха фон Дэникена «Колесницы богов», бестселлер-фантаст 1968 года, постулировала концепцию чужих богов как настоящую. Кирби признал в диалоге с поклонниками Вечных, что он задолжал долг книгам Дэникена.
Ураган и Меркурий, два персонажа Timely Comics, предшественника Marvel 1940-х годов, были привязаны как облики Вечного Маккари.
Тематически, Вечные были похожи на другое творение Кирби, Новые Боги — ещё одну группу древних богоподобных существ в эпической борьбе со своими противоположностями, с человечеством, пойманным между ними.

## Вечный
«Eternals» — это MAX серия от Marvel, написанная Чаком Остином, основанная на идее, над которой он работал некоторое время: «Я отбросил это назад, когда впервые начал работать в Marvel, но Джо Кесада был против этого. Он не видел будущего в этой старой концепции Кирби». Остин описал сюжет как привлечение Икаэдена, лидера Вечных, который прибывает на Землю на рассвете человечества и развивает человечество от Человека прямоходящего, чтобы он мог использовать их как рабов для моего сырья для Целестиалов, его боссов, в основном, а также «Курасса, который является вторым заместителем горной миссии, и который намерен подорвать Икаэдена и убить драгоценную рабыню Икаэдена и сына». В интервью Newsarama он рассказал о своем запланированном заговоре:

В этой версии мы берем некоторые из концепций из [первоначальной серии] и строим вокруг них, отбрасывая некоторые вещи и сохраняя других. Мы действительно возвращаемся во время, чтобы увидеть рождение и развитие Икариса на Земле, встретиться с его родителями, а затем двигаться вперед в современное время. Когда мы переходим к современному времени, Целестиалы возвращаются, чтобы судить о Земле, но нет пятидесятилетнего «периода исследования и оценки». Мы уже были судимы и находили желающих слишком жестокими, чтобы им позволяли расцвести и распространяться, а Икарис и другие должны остановить Целестиалов, считающих нас своей собственностью, от уничтожения всей планеты, как это было сделано со многими другими, включая другую в Солнечной системе.
Оригинальный текст (англ.)In this version, we take some of the concepts from [the original series] and build around them, throwing away some stuff and keeping others. We're actually going back in time to see Ikaris birth and development on Earth, meet his parents, and then move forward into contemporary time. When we get to contemporary time, the Celestials return to judge Earth, but there's no fifty-year 'study and evaluation period.' We've already been judged and found wanting, too violent to be allowed to flourish and spread, and Ikaris and the others have to stop the Celestials, who consider us their property, from destroying the entire planet as they have done to many others, including another in the Solar System.

Первоначально он планировался как непрерывная серия, но был отменен после шести выпусков.

### Приём
Прием серии оказался смешанным. Питер Сандерсон называет это «ужасной мини-серией … которая использовала имена типа „Вечный“ и „Целестиал“ из серии Кирби, но в остальном не имела к этому никакого отношения». Лес Баумен на ICv2, отвечая на конкретные проблемы о сексуальном содержании, сказал, что «как и Рохайд Кид, редакционная коллегия Marvel решила полностью разрушить наследие хорошо любимого персонажа или в случае группы Вечных, извратив её по причине бесплатного освещения прессы». Обзоры в Бюллетене комиксов были гораздо более позитивными с тем, что касается окончательного вопроса, в котором говорилось, что отменой титула было «Чертовски стыдно, потому что это была единственная серия MAX, которая соответствует биллингам отпечатка» и что «[я] Если вы хотите прочитать комиксы EPIC 1980-х годов, купите эту проблему и все остальные, которые были раньше, я сомневаюсь, что когда-нибудь будет торговля».

## Комиксы о Вечных
Основные серии
- Eternals (vol. 1) #1-19 (писатель и художник Джек Кирби, июль 1976 — январь 1978)
- Eternals Annual #1 (писатель и художник Джек Кирби, 1977)
- Iron Man Annual #6 (ноябрь 1983)
- Eternals (vol. 2) #1-12 (Ограниченная серия, октябрь 1985 — сентябрь 1986)
- Eternals: The Herod Factor (март 1991)
- The New Eternals: Apocalypse Now (также известный как Eternals: The New Breed) #1 (февраль 2000)
- Eternals (vol. 3) #1-7 (писатель Нил Гейман, ограниченная серия, июнь 2006 — февраль 2007)
- Eternals (vol 4.) #1-9, Annual #1 (август 2008 — март 2009)

Другие серии:
- The Eternal #1-6 (написан Чаком Остином, Кэвом Уокером (карандаш) и Саймоном Колеби (цвет) в августе 2003 — январь 2004)

## Коллекционные издания
Ряд серии посвященных Вечным были собраны в торговых книжных обложках:
- The Eternals (collects Eternals (vol. 1) #1-19 и Eternals Annual #1, 1976—1978, в твёрдом переплёте Marvel Omnibus, 392 страницы, июль 2006, ISBN 0-7851-2205-2) собранные в виде мягких обложек:
  - Volume 1 (коллекция Eternals (vol. 1) #1-11, мягкий переплёт, 208 страниц, июль 2008, ISBN 07-851-3313-5)
  - Volume 2 (коллекция Eternals (vol. 1) #12-19 и Eternals Annual #1, мягкий переплёт, 188 страниц, октябрь 2008, ISBN 0-7851-3442-5)
- Thor: The Eternals Saga:
  - Volume 1 (коллекция Thor Annual #7 и Thor #283-291, мягкий переплёт, 208 pages, октябрь 2006, ISBN 0-7851-2404-7)
  - Volume 2 (коллекция Thor #292-301, мягкий переплёт, 216 pages, апрель 2007, ISBN 0-7851-2405-5)
- Eternals (коллекция Eternals (vol. 3) #1-7, 2006, мягкий переплёт, 256 pages, Marvel Comics, июль 2008, ISBN 0-7851-2177-3, март 2007, Panini Comics, ISBN 1-905239-57-2, твёрдый переплёт, 256 страниц, май 2007, ISBN 0-7851-2176-5, апрель 2007, ISBN 0-7851-2541-8)
- Eternals:
  - Volume 1: To Slay A God (коллекция Eternals (vol. 4) #1-6, мягкий переплёт, 184 страниц, март 2009, ISBN 0-7851-2978-2)
  - Volume 2: Manifest Destiny (коллекция Eternals (vol. 4) #7-9 и Eternals Annual, мягкий переплёт, 104 страниц, сентябрь 2009, ISBN 0-7851-2979-0)

## Награды
В 2007 году коллекции Marvel Omnibus назначена награда Премии Эйснер «Лучшая архивная коллекция/Проект — Комиксы».

## Вне комиксов
- Вечные были представлены в Кинематографической Вселенной Marvel благодаря присутствию Таноса, который впервые появился на первой сцене после титров в фильме «Мстители» (2012), его роль сыграл Деймон Пуатье.
- Позже за ролью Таноса был закреплён Джош Бролин. Он впервые сыграл персонажа в фильме «Стражи Галактики» (2014), а затем повторил роль в сцене после титров фильма «Мстители: Эра Альтрона» (2015).
- Танос является главным антагонистом фильма «Мстители: Война бесконечности» (2018). В фильме также была показана планета Титан, а сам Танос рассказал историю того, что её жители вымерли из-за перенаселения. Это и побудило Таноса собрать Камни бесконечности для уничтожения половины населения Вселенной, чтобы предотвратить подобное. Джош Бролин вернулся к роли Таноса в фильме «Мстители: Финал» (2019).
- Основным дебютом Вечных стал одноимённый фильм 2021 года, режиссёра Хлои Чжао, которая выступила соавтором сценария наряду с Мэтью и Райаном Фирпо и Патриком Бёрли. Главные роли исполнили Джемма Чан (Серси), Ричард Мэдден (Икарис), Кумэйл Нанджиани (Кинго), Лия Макхью (Спрайт), Брайан Тайри Генри (Фастос), Лорен Ридлофф (Маккари), Барри Кеоган (Друиг), Дон Ли (Гильгамеш), Сальма Хайек (Аяк), Анджелина Джоли (Фина). Фастос стал первым супергероем-геем в КВМ.